# Prokonecký mramor

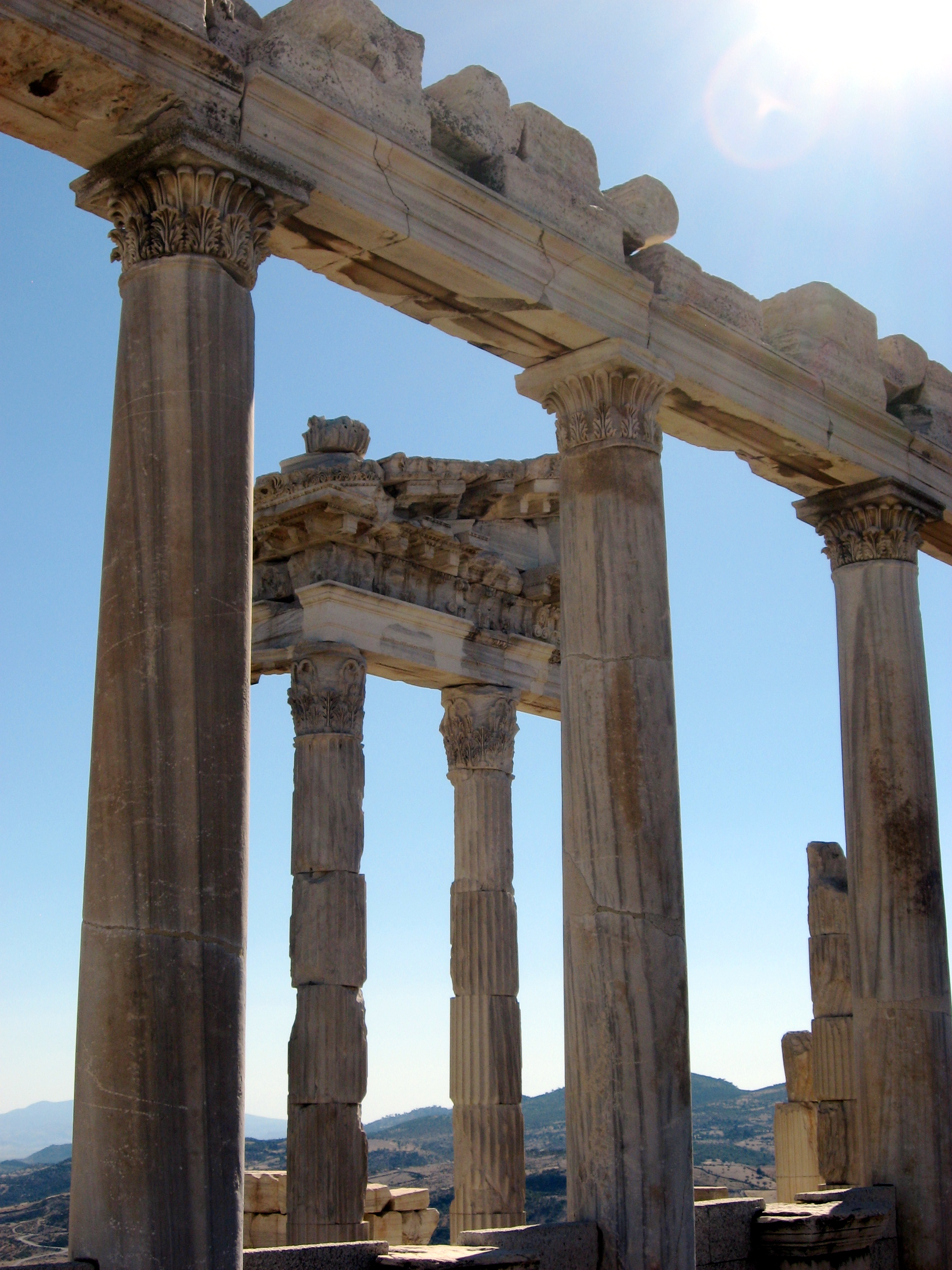
Trajánův chrám v Pergamonu se sloupy z prokoneckého mramoru

Prokonecký mramor je vysoce kvalitní mramor, který se více než 2 000 let těží na tureckém ostrově Marmara (řecký název Prokonnesos). Vyskytuje se v barevných odstínech od sněhově bílé po světle šedou. Využívá se hlavně umělecky –  pro sochy. Bílý se šedými pruhy se díky atraktivnímu žilkování používá také pro umělecká řemesla a architekturu.

## Naleziště
Ostrov Marmara se nachází ve stejnojmenném Marmarském moři mezi Egejským mořem a Bosporem. Patří do turecké provincie Balıkesir. Kamenolomy se nacházejí hlavně u přístavního města Saraylar. Také se vyskytují v severní polovině ostrova. Významná oblast se rozkládá na ploše čtyřiceti čtverečních kilometrů.

## Geologie, vznik, vlastnosti
Hlavní ložisko tohoto krystalického mramoru je v severní části ostrova. V jižní polovině ostrova se vyskytují ještě další mramory, které patří zejména do souvrství-Erdek (regionální geologický útvar) a netěží se.

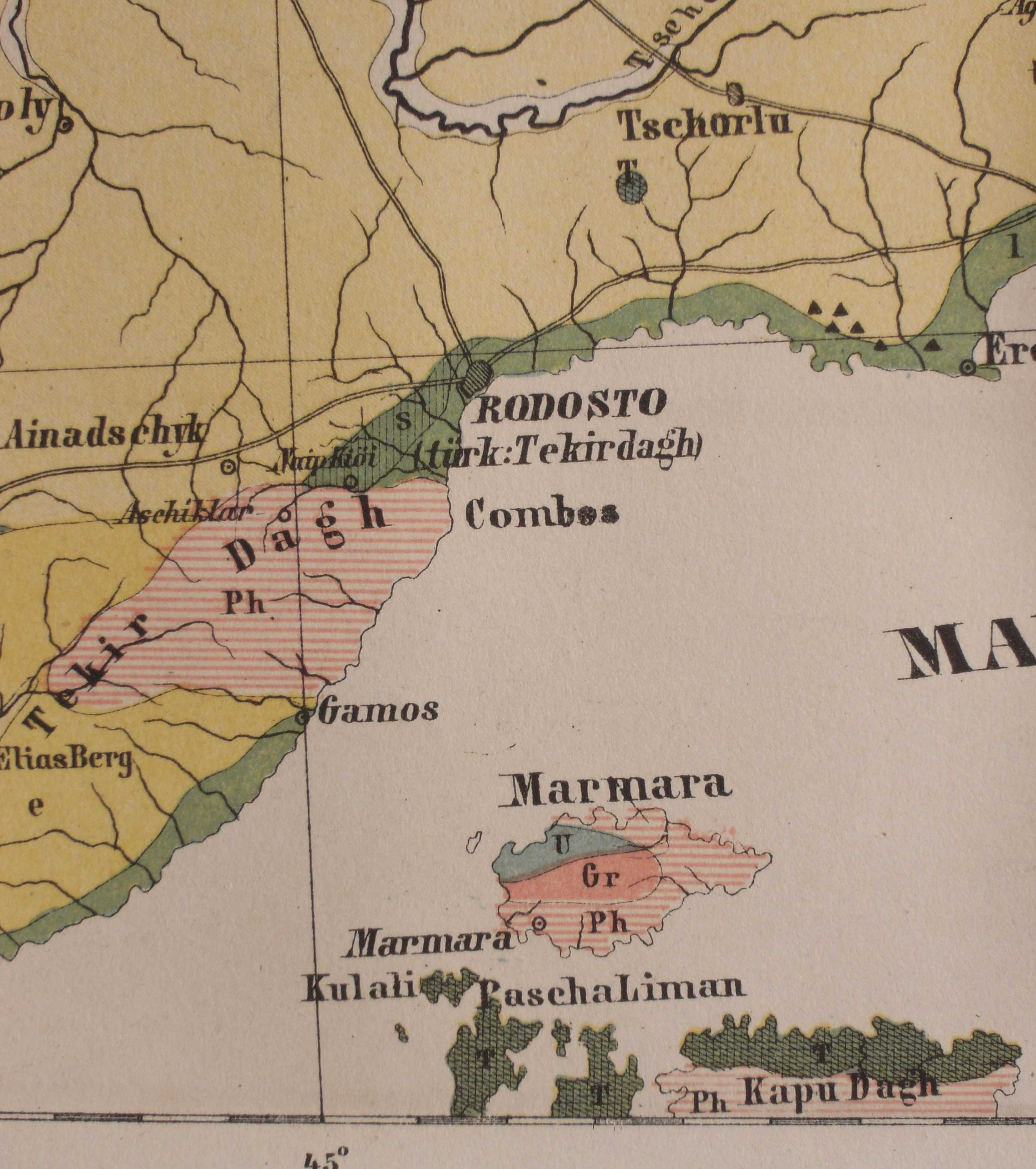
Geologická mapa ostrova Marmara, rok 1870. Vysvětlivky: Ph – slídnaté a mastkové břidlice, fylity. Gr – žuly. U – krystalické vápence.

Mramorová ložiska ostrova jsou od západu na východ přerušena  pásmem granodioritů (Gündoğdu-komplex). V kontaktní zóně je doprovázejí metamorfované horniny, jako jsou břidličnaté ruly a ortoruly s obsahem slídy. Na severu, tedy v částech pobřežní zóny leží na mramoru vrstvy pískovců a vápenců, doprovázené uloženinami křemenců a živců.
Ložisko v blízkosti pobřežní zóny klesá v úhlu 30 až 35 °. Jeho sklon se směrem na jih zvyšuje  a v kontaktní zóně s granodiority dosahuje až 50 °. Má šířku 2,5 až 3,5 km a tloušťku asi 300 metrů. Vyskytují se v něm také jednotlivé čočky (horninové těleso čočkovitého tvaru) dolomitů.
Ložiska vznikla v období od triasu do svrchního paleozoika, tedy asi před 251 miliony let. Protože došlo k úplné metamorfoze, chybí v něm fosilie nezbytné pro přesnější stanovení věku.
Prokonecký mramor je středně zrnitá krystalická vápencová hornina s bílou základní barvou se šedými rovnoběžnými pruhy, v literatuře někdy uváděnými jako modrošedé. Tyto pruhy jsou vytvořeny jemně rozptýleným grafitem, organickým materiálem, oxidy a sírany železa, submikroskopickými (nejsou vidět ani mikroskopem) příměsemi a dalšími faktory, které narušují propustnost světla na hranici zrn. Jeho typické složení je patrné z následujících hodnot analýzy (v hmotnostních procentech):
CaO 55.25, MgO 0.72, SiO2 0,01, Fe2O3 < 0,15, Karbonatrest ca. 43,0.
Bělošedý druh bez pruhů se již od starověku používá při tvorbě soch.
Opracováním získává dobrý lesk. Mnoho starověkých fragmentů a částí staveb prokazuje jeho vynikající odolnost proti povětrnostním vlivům. Pórovitost má 0,2 procenta.

## Historie, způsoby využití
Začátek těžby kamene na Marmaře nelze přesně datovat. Bylo to pravděpodobně v 1. století po Kristu. Římský spisovatel Vitruvius poskytuje informace, že mramor byl ve 4. století před Kristem použit při stavbě paláce Mausóla v Halicarnassu. Tuto surovinu ve svých stavbách používali také Miléťané.
V Pergamonu však bylo prokázáno i dřívější použití prokoneckého mramoru: pro vlysy chrámu bohyně Démétér (281–263 před Kristem), pro geison chrámu na Horním trhu (za Attala I, ve 3. století před naším letopočtem) a pro Pergamonský oltář (Telefosúv vlys a Velký vlys, z roku 170 před Kristem).
Využití prokoneckého mramoru bylo ve starověku stejně rozsáhlé jako u srovnatelného jiného mramoru ze středomořské oblasti. Byly to různé architektonické části, sochy, vodotrysky, kapitely, sloupy, sarkofágy a reliéfy na stěnách v mnoha oblastech Římské říše.
Na Marmaře se zachovalo mnoho starověkých fragmentů ze sloupů, které se během opracovávání zlomily nebo se na místo svého určení nedostaly z jiných důvodů. Soupis těchto fragmentů ukázal, že obvyklé byly zejména polotovary sloupů o průměru 40 až 90 centimetrů.
Z malého přístavu Saraylar se od pozdního starověku pomocí lodí přepravilo do blízkých a vzdálených míst Římské říše mnoho hotových mramorových výrobků a také polotovarů. Archeologové našli v Istanbulu polotovary z tohoto mramoru. To dokazuje široké rozdělení práce s tímto kamenem.
Ve středověku význam těchto kamenolomů způsobil, že po nich byl pojmenován celý ostrov Marmara a později se také okolní moře začalo nazývat jako Marmarské moře. Prokonecký mramor byl také těžen v osmanském období a byl použit na mnoha stavbách pro jejich interiér i exteriér. Z tohoto nádherého elegantního kamene byly v mešitách vytvořeny sloupy, kapitely, celé minbary a mihráby.
Od konce 19. století se používal pro náhrobky, pro vybavení koupelen a pro podlahové desky v Konstantinopoli. Ve 20. a 21. století ho různé společnosti vyvážely do celého světa.
Historie těžby mramoru a její zpracování se nepřetržitě vztahuje na řeckou, římskou, byzantskou, osmanskou a novodobou tureckou kulturní epochu.Takové nepřetržité přijetí v různých kulturách s významnými architektonickými a uměleckými preferencemi může ve středomořském regionu vykázat jen málo přírodních kamenů. V tomto smyslu má prokonecký mramor mezi mramory neobvyklé postavení.

### Sbírky na ostrově Marmara
Malé muzeum v přírodě (Marmara Müzesi) v přístavním městě Saraylar vystavuje aplikace mramoru ze starověku, které byly na ostrově shromážděny jako fragmenty z římské a byzantské éry. Nedokončené architektonické prvky, z nichž některé jsou stále označeny značkou kameníka, názorně ukazují tehdejší pracovní techniku.
V okolí několika aktivních lomů je otevřený prostor, na kterém se ukazují staré a moderní práce ze současných míst těžby. Tato místa vypadají jako „mramorová zahrada“.

## Druhy a konkurenční mramory
Dnes je mramor na mezinárodní úrovni dostupný pod obchodním názvem Marmara nebo i s dalšími jmény. Základní rozlišení podle hrubého třídění se provádí na bílé, světle šedé a pruhované druhy.
Jako konkurenční se považují všechny jasné, středně zrnité mramory ze středomořského regionu

## Využití

### Berlín
- Pergamonský oltář[3]

### Istanbul
- Hagia Sofia (četné architektonické prvky,mezi jiným byzantské sloupové hlavice)
- Mešita sultána Ahmeda
- Fórum Theodosia (zbytky triumfálního oblouku)
- Sulejmanova mešita
- Palác Topkapi

### Pergamon
- Chrám bohyně Démétér (vlys)
- Pergamonský oltář (velký vlys a Telefosův vlys)
- Trajan-Tempel (sloupy v severní hale)